# Barrettali
Barrettali är en kommun i departementet Haute-Corse på ön Korsika i Frankrike. Kommunen ligger i kantonen Capobianco som tillhör arrondissementet Bastia. År 2022 hade Barrettali 160 invånare.

## Befolkningsutveckling
Antalet invånare i kommunen Barrettali
Referens:INSEE